# Sigma lunaire réfléchi
Pour les articles homonymes, voir Antisigma.
Ne doit pas être confondu avec la lettre latine o ouvert ‹ Ɔ ɔ ›.
Cette page contient des caractères spéciaux ou non latins. S’ils s’affichent mal (▯, ?, etc.), consultez la page d’aide Unicode.
Sigma lunaire réfléchi, aussi appelé antisigma, (capitale : Ͻ, minuscule : ͻ) est un symbole de l’alphabet grec utilisé par certains scribes et qui a sans doute été créé par Aristarque de Samothrace. Ce symbole a été utilisé pour indiquer des révisions de texte, en particulier les variations et les commentaires. Un signe à côté d’un texte peut-être combiné à un signe similaire à côté d’une révision, fonctionnant en général comme un appel de note, appelant le lecteur à lire davantage près du texte révisé. Il indique parfois une erreur ou une correction, ou encore une information additionnelle,.